# Ligament collatéral latéral de l'articulation talo-crurale
Le ligament collatéral latéral de l'articulation talo-crurale (ou ligament latéral externe de l'articulation du cou-de-pied ) est un système ligamentaire de la face latérale de l'articulation talo-crurale situé entre la malléole latérale et la partie postérieure du tarse.

## Description
Le ligament collatéral latéral de l'articulation talo-crurale est composé de trois faisceaux :
- un faisceau antérieur : le ligament talo-fibulaire antérieur,
- un faisceau moyen : le ligament calcanéo-fibulaire,
- un faisceau postérieur: le ligament talo-fibulaire postérieur.

### Ligament talo-fibulaire antérieur
Le ligament talo-fibulaire antérieur relie le bord antérieur de la malléole latérale à la région adjacente de l'os du talus.

### Ligament calcanéo-fibulaire
Le ligament calcanéo-fibulaire relie sur le côté postéro-médial de la malléole latérale et descend en postéro-inférieur vers un côté latéral du calcanéus.

### Ligament talo-fibulaire postérieur
Le ligament talo-fibulaire postérieur s'étend horizontalement entre le col du talus et le côté médial de la malléole latérale.